# 楊雁雁
楊雁雁（1977年2月20日—），生于馬來西亞柔佛新山，马来西亚女演員，现齐石传播合约旗下女艺人，参演不少大马电视剧。丈夫为香港著名武術指導馬玉成。

## 个人背景

### 感情
- 2012年3月4日，34岁杨雁雁與马玉成於马来西亚舉行婚禮。

## 经历

### 1990年代
- 楊雁雁自身到新加坡發展。

- 2009年回流母国馬來西亞。

### 2010年
杨雁雁凭藉在《女頭家》中的表演，榮獲ntv7的第一屆金視獎最佳女主角，而该剧更成为最高收视电视剧。

### 2012年
她在馬劇《時光電台》出演Lucky姐，并榮獲第二屆金視獎最佳女配角。

### 2013年
杨雁雁憑新加坡電影《爸媽不在家》分别获得俄羅斯海參崴國際電影節最佳女主角、第50屆金馬獎最佳女配角及第56屆亞太影展最佳女配角。

### 2014年：担任金马奖评审
受邀擔任第51屆金馬獎複審階段的評審。

### 2019年：出演新加坡电影《热带雨》
以電影《熱帶雨》获得第56屆金馬獎最佳女主角。

## 影视作品

### 電影
| 首映   | 戲名           | 角色        |
| 2007年 | 881            | 大木瓜      |
| 2009年 | 愛情18克       |             |
| 2009年 | 幸福萬歲       |             |
| 2010年 | 做人           |             |
| 2011年 | 大英雄·小男人  |             |
| 2012年 | 收爛數         |             |
| 2013年 | 爸媽不在家     | 母親        |
| 2014年 | 懼場           | Ma Yan Ling |
| 2015年 | 青田街一號     | 刑警        |
| 2016年 | 再見，在也不見 |             |
| 2017年 | 海墘新路       |             |
| 2018年 | 敗者為王       | 许金水      |
| 2019年 | 第九分局       | 孫玉樹      |
| 2019年 | 熱帶雨         | Ling        |
| 2023年 | 猫山王中王     | 刘美莲      |

### 電視劇
| 首播   | 国家     | 电视台      | 劇名         | 角色        | 性質           |
| 1998年 | 新加坡   | 新傳媒      | 播音人       |             |                |
| 2008年 | 新加坡   | 新傳媒      | 穿越阿哥哥   |             |                |
| 2009年 | 马来西亚 | ntv7        | 女頭家       | 高詩琴      | 第一女主角     |
| 2011年 | 马来西亚 | 八度空间    | 追影·築夢    | 張金蕊      | 第二女主角     |
| 2011年 | 马来西亚 | ntv7        | 时光电台     | Lucky姐     | 三大女主角之一 |
| 2011年 | 马来西亚 | Astro欢喜台 | 家緣         | -           | 客串           |
| 2012年 | 马来西亚 | ntv7        | 香火         | 謝丹芳      | 第一女主角     |
| 2013年 | 马来西亚 | ntv7        | 時光電台1970 | Lucky姐     | 女配角         |
| 2020年 | 新加坡   | HBO Asia    | 影匿人生     | 陳蓮        | 女主角         |
| 2023年 | 全球     | Disney+     | 西遊ABC      | 克莉絲汀·王 |                |

### MV
- 2021年 孫燕姿《世界終結前一天》導演：王國燊

### 廣告
- 2020年 《第57屆金馬獎形象廣告-前往明天的路上》（飾：開車女子）- 導演：徐漢強

## 獎項

### 演技獎項
| 年份 | 頒獎典禮                      | 獎項                 | 影視作品         | 角色     | 結果 |
| ---- | ----------------------------- | -------------------- | ---------------- | -------- | ---- |
| 2010 | 第1屆 金視獎                  | 最佳女主角           | 《女頭家》       | 高詩琴   | 獲獎 |
| 2012 | 第2屆 金視獎                  | 最佳女配角           | 《時光電台》     | Lucky姐  | 獲獎 |
| 2012 | 第17屆 亞洲電視大獎           | 最佳女主角           | 《香火》         | 謝丹芳   | 提名 |
| 2013 | 第11屆 俄羅斯海參崴國際電影節 | 最佳女主角           | 《爸媽不在家》   | 家樂母親 | 獲獎 |
| 2013 | 第15屆 印度孟買電影節         | 最佳女主角           | 《爸媽不在家》   | 家樂母親 | 獲獎 |
| 2013 | 第50屆金馬獎                  | 最佳女配角           | 《爸媽不在家》   | 家樂母親 | 獲獎 |
| 2013 | 第56屆亞太影展                | 最佳女配角           | 《爸媽不在家》   | 家樂母親 | 獲獎 |
| 2014 | 第8屆亞洲電影大獎             | 最佳女配角           | 《爸媽不在家》   | 家樂母親 | 獲獎 |
| 2014 | 第3屆 金視獎                  | 最佳女主角           | 《香火》         | 謝丹芳   | 提名 |
| 2014 | 第3屆 金視獎                  | 最佳女配角           | 《哈比全家福》   | 萬金油   | 獲獎 |
| 2017 | 第4屆 金視獎                  | 最佳女配角           | 《時光電台1970》 | Lucky姐  | 獲獎 |
| 2017 | 第4屆 金視獎                  | 傳媒推薦大獎傑出藝人 |                  |          | 獲獎 |
| 2019 | 第3届平遙國際電影展           | 最佳女主角           | 《熱帶雨》       | 阿玲     | 獲獎 |
| 2019 | 第56屆金馬獎                  | 最佳女主角           | 《熱帶雨》       | 阿玲     | 獲獎 |
| 2020 | 第14屆亞洲電影大獎            | 最佳女主角           | 《熱帶雨》       | 阿玲     | 提名 |

## 外部連結
- 杨雁雁YannYann的新浪微博
- Yeo Yann Yann的Facebook專頁
- Yeo Yann Yann (楊雁雁)的X（前Twitter）
- 楊雁雁在互联网电影资料库（IMDb）上的資料（英文）（英文）
- 楊雁雁在香港影庫上的簡介
- 楊雁雁在豆瓣上的资料（简体中文）
- 楊雁雁在时光网上的簡介（简体中文）
- 在AllMovie上楊雁雁的頁面（英文）